# エジプト学
エジプト学・埃及学（エジプトがく、英語：Egyptology、フランス語：Égyptologie）とは、古代エジプトとその遺跡や遺物についての科学的な研究である。東洋学の一分野であり、アッシリア学と並ぶ（古代）オリエント学の中心である。また古代史学・考古学とも関係があり地域性やテーマ性を帯びている。研究者はエジプト学者と呼ばれる。

## 歴史
1822年、フランスのシャンポリオンがナポレオンのエジプト遠征の過程で発見されたロゼッタ・ストーンを活用して、ヒエログリフ（エジプト文字）の解読法を発見・発表したことで、単なる遺品探しを超えた近代のエジプト学が始まった（したがってこの年が公式なエジプト学成立の年とされる）。その後、エジプトの文字と言語についての知識が増え、古代エジプト文明についての研究は学術的な厳密さを伴うようになり、研究に弾みがついた。

## エジプト学者
- アタナシウス・キルヒャー (1601-1680)
- ジャン＝フランソワ・シャンポリオン (1790-1832)
- カール・リヒャルト・レプシウス (1810-1884)
- オギュスト・マリエット (1821-1881)
- ガストン・マスペロ (1846-1916)
- アドルフ・エルマン (1854-1937)
- ウォーリス・バッジ（1857－1934）
- ハワード・カーター (1874-1939)
- アラン・ガーディナー (1879-1963)
- ヴォルフガング・ヘルク (1914-1993)
- ザヒ・ハワス (1947-)

日本のエジプト学者では吉村作治や近藤二郎が広く知られている。